# Скрученно удлинённый трёхскатный бикупол
Скру́ченно удлинённый трёхска́тный бику́пол — один из многогранников Джонсона (J44, по Залгаллеру — М4+А6+М4).
Составлен из 26 граней: 20 правильных треугольников и 6 квадратов. Каждая квадратная грань окружена четырьмя треугольными; среди треугольных граней 2 окружены тремя квадратными, 6 — двумя квадратными и треугольной, 6 — квадратной и двумя треугольными, 6 — тремя треугольными.
Имеет 42 ребра одинаковой длины. 24 ребра располагаются между квадратной и треугольной гранями, остальные 18 — между двумя треугольными.
У скрученно удлинённого трёхскатного бикупола 18 вершин. В 6 вершинах сходятся две квадратных и две треугольных грани; в остальных 12 — квадратная и четыре треугольных.
Скрученно удлинённый трёхскатный бикупол можно получить из двух трёхскатных куполов (J3) и правильной шестиугольной антипризмы, все рёбра у которой равны, — приложив шестиугольные грани куполов к основаниям антипризмы.
Это один из пяти хиральных многогранников Джонсона (наряду с J45, J46, J47 и J48), существующих в двух разных зеркально-симметричных (энантиоморфных) вариантах — «правом» и «левом».

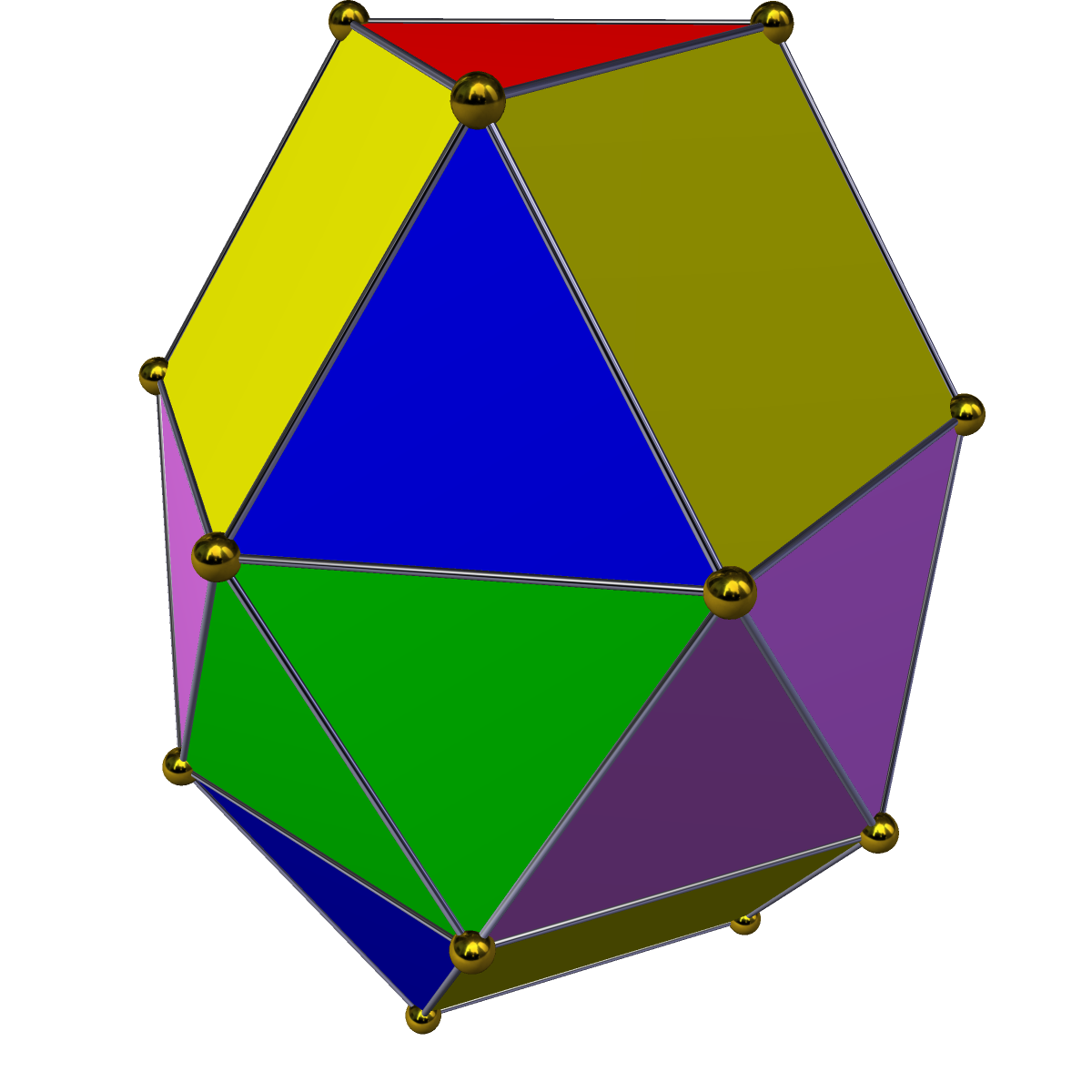
«Правый» вариант
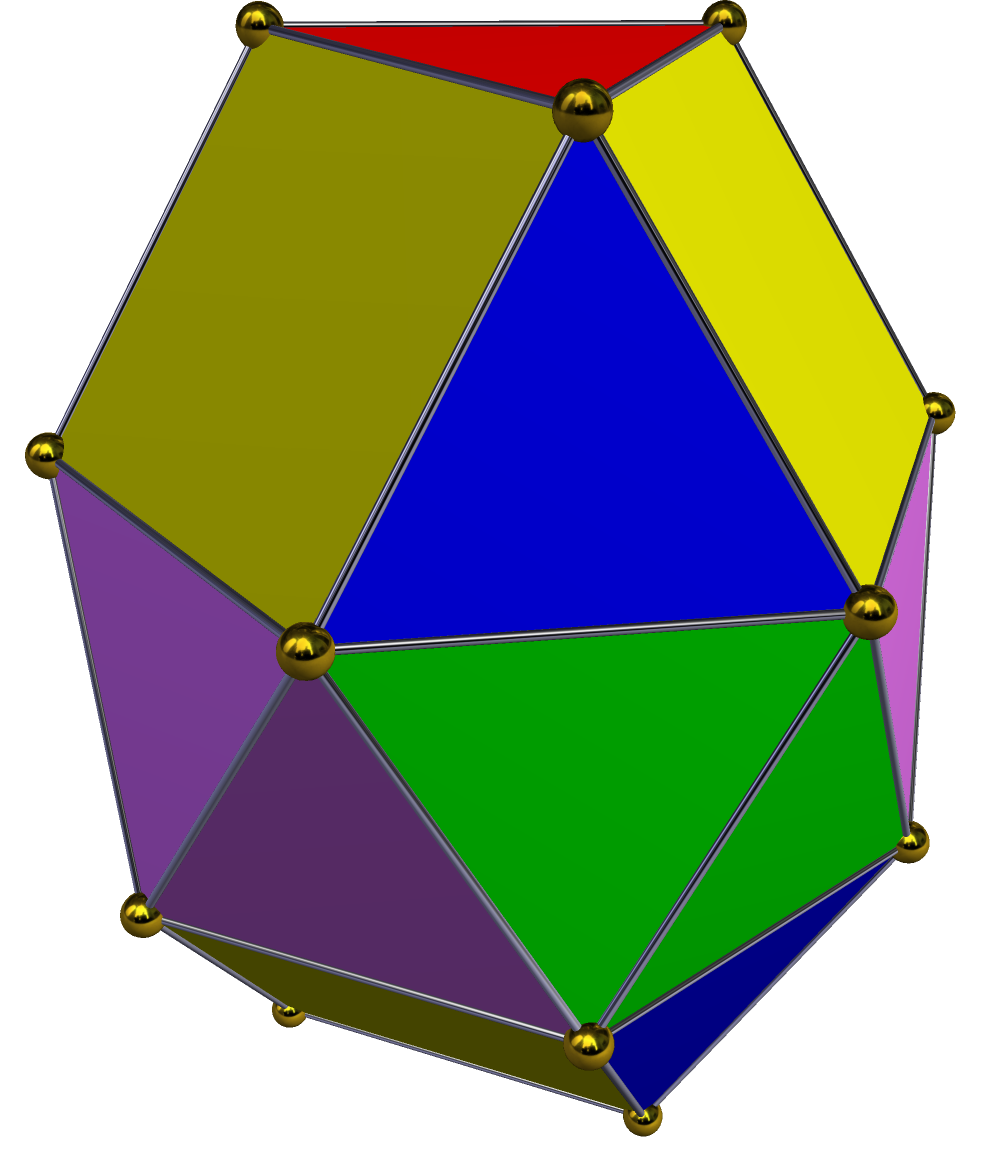
«Левый» вариант

Кроме того, среди многогранников Джонсона это единственный с группой симметрии D3.

## Метрические характеристики
Если cкрученно удлинённый трёхскатный бикупол имеет ребро длины {\displaystyle a}, его площадь поверхности и объём выражаются как
{\displaystyle S=\left(6+5{\sqrt {3}}\right)a^{2}\approx 14{,}6602540a^{2},}
{\displaystyle V={\sqrt {2}}\left({\frac {5}{3}}+{\sqrt {1+{\sqrt {3}}}}\right)a^{3}\approx 4{,}6945644a^{3}.}